# The L.A. Riot Spectacular
The L.A. Riot Spectacular é um filme de 2005, dos gêneros comédia e sátira. Escrito e dirigido pelo diretor de video Marc Klasfeld, e estrelado por Emilio Estevez, Snoop Dogg, Charles S. Dutton, Charles Durning, Christopher McDonald, Michael Buffer, Ted Levine, Jonathan Lipnicki e Ron Jeremy.